# Live on the Edge of Forever
Live on the Edge of Forever är det första livealbumet av det amerikanska progressiv metal-bandet Symphony X, utgivet november 2001 av skivbolagen InsideOut Music. Albumet inspelades under bandets Europaturné 2000 till 2001.

## Låtlista

### Disc 1
1. "Prelude" – 1:38
2. "Evolution (The Grand Design)" – 5:18
3. "Fallen / Transcendence (Segue)" – 6:31
4. "Communion and the Oracle" – 7:39
5. "The Bird-Serpent War" – 3:40
6. "On the Breath of Poseidon (Segue)" – 5:10
7. "Egypt" – 7:05
8. "The Death of Balance / Candlelight Fantasia" – 5:53
9. "The Eyes of Medusa" – 4:32

Speltid: 47:26

### Disc 2
1. "Smoke and Mirrors" – 6:35
2. "Church of the Machine" – 7:22
3. "Through the Looking Glass" – 14:09
4. "Of Sins and Shadows" – 7:23
5. "Sea of Lies" – 4:05
6. "The Divine Wings of Tragedy" – 19:55

Speltid: 59:28

## Medverkande
Symphony X-medlemmar
- Russell Allen – sång
- Michael Romeo – gitarr, sitar, miniharpa, bakgrundssång
- Michael Pinnella – keyboard, bakgrundssång, kniv- och motorsågsjonglering
- Mike LePond – basgitarr
- Jason Rullo – trummor